# Helmut Rasbol
Helmut Rasbol właściwie Helmuth Leif Rasmussen (ur. ok. 1925, zm. 15 stycznia 2022) – duński uczestnik II wojny światowej jako członek kolaboracyjnej formacji zbrojnej w służbie III Rzeszy – Frikorps Danmark. W 2016 roku został umieszczony na 6. miejscu listy najbardziej poszukiwanych zbrodniarzy nazistowskich Centrum Szymona Wiesenthala. 

## Życiorys
Urodził się jako Helmuth Leif Rasmussen. W czasie II wojny światowej był ochotnikiem do Frikorps Danmark. W latach 1942–1943 służył jako strażnik w obozie dla Żydów w Bobrujsku na Białorusi. Sam Rasbol utrzymuje iż nie brał udziału w mordowaniu Żydów. Po wojnie zmienił imię i nazwisko na Helmut Rasbol. Pracował jako technik w kinie. Ożenił się i miał dwoje dzieci. Mieszka w Kopenhadze. Od 2015 wszczęcia postępowania w sprawie Rasbola domagało się Centrum Szymona Wiesenthala, które w 2016 roku umieściło go na 6. miejscu listy najbardziej poszukiwanych zbrodniarzy nazistowskich. W listopadzie 2016 duńska prokuratura poinformowała, że nie znalazła dowodów na udział Helmuta Rasbola w mordowaniu Żydów w obozie w Bobrujsku.